# Bryopa
Bryopa is een geslacht van tweekleppigen uit de  familie van de Clavagellidae.

## Soorten
- Bryopa aligamenta Morton, 2005
- Bryopa aperta (G.B. Sowerby, 1823)
- Bryopa lata (Broderip, 1834)
- Bryopa melitensis (Broderip, 1834)